# Schiffshebewerk Kirkfield

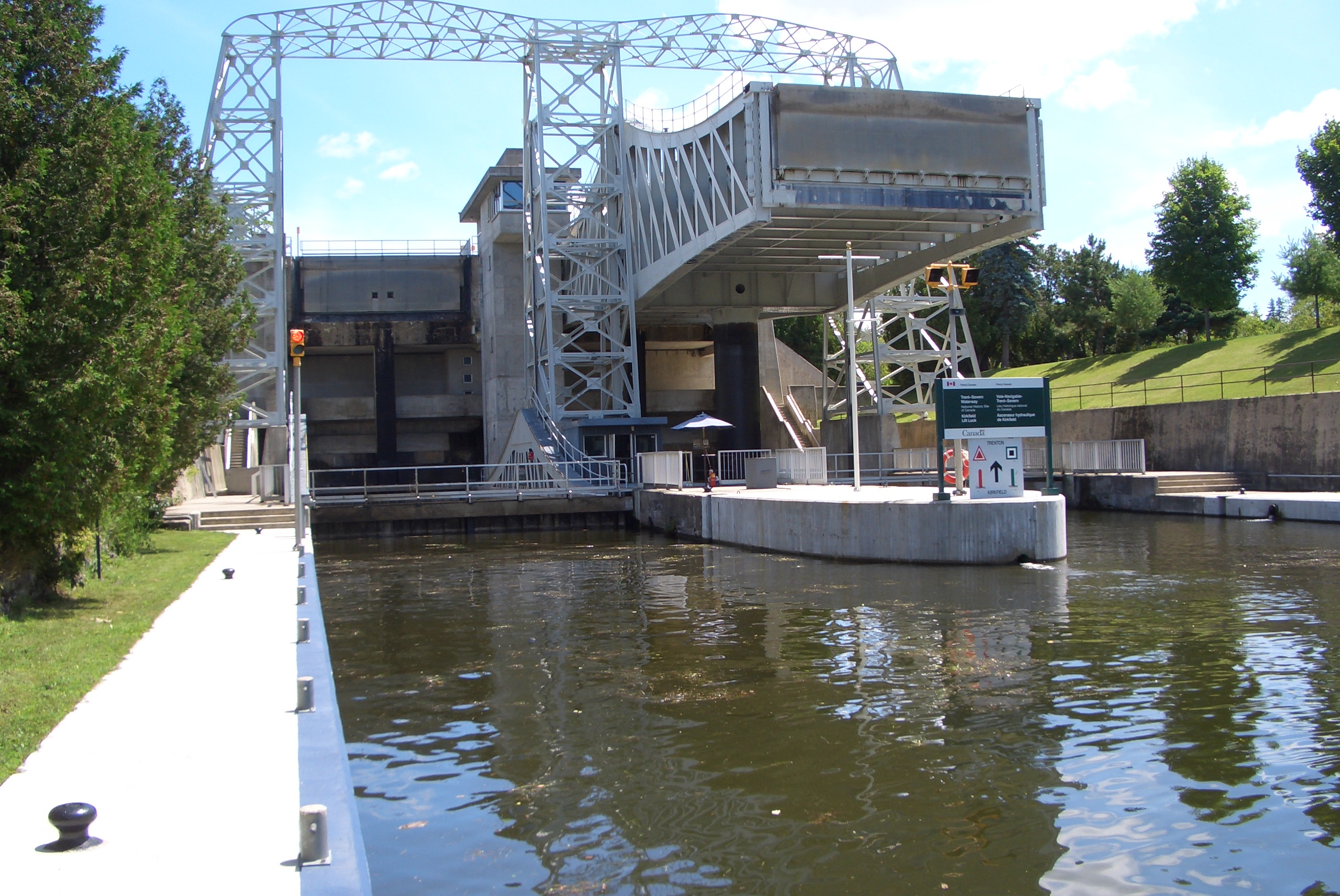
Schiffshebewerk Kirkfield

Das Schiffshebewerk Kirkfield (Kirkfield Lift Lock) ist das Abstiegsbauwerk Nr. 36 im Trent-Severn-Wasserweg im Dorf Kirkfield, welches in der Gemeinde Kawartha Lakes in Ontario, Kanada, liegt.
Es überwindet einen Höhenunterschied von 14,9 m und befindet sich an der höchsten Stelle des Wasserwegs.
Es wurde im Jahr 1907 eröffnet und ist seitdem im Einsatz.
Wie alle hydraulischen Schiffshebewerke ist es mit zwei miteinander verbundenen Tröge ausgestattet, bei denen der obere durch eine höhere Wassereinfüllung nach unten geht und damit den unteren hydraulisch nach oben drückt, was sich bei jedem Hub- und Senkvorgang entsprechend wiederholt.
Im selben Wasserweg befindet sich auch das Schiffshebewerk Peterborough (Abstiegsbauwerk Nr. 21), das allerdings  mit 19,8 m über eine größere Hubhöhe verfügt. Ein weiteres Hebewerk ist die Big Chute Marine Railway (Abstiegsbauwerk Nr. 44), das als Schrägaufzug mit Trockenförderung errichtet ist. Das vierte Hebewerk in diesem Wasserweg, die Swift Rapids Marine Railway (Abstiegsbauwerk Nr. 43), musste im Jahre 1965 einer normalen Schleuse weichen.